# Playa Chiquita 1ra. Sección A
Playa Chiquita 1ra. Sección A är en ort i Mexiko.   Den ligger i kommunen Jonuta och delstaten Tabasco, i den sydöstra delen av landet, 800 km öster om huvudstaden Mexico City. Playa Chiquita 1ra. Sección A ligger 3 meter över havet och antalet invånare är 355.
Terrängen runt Playa Chiquita 1ra. Sección A är mycket platt. Runt Playa Chiquita 1ra. Sección A är det glesbefolkat, med 20 invånare per kvadratkilometer. Närmaste större samhälle är Catazajá, 15,6 km söder om Playa Chiquita 1ra. Sección A. Omgivningarna runt Playa Chiquita 1ra. Sección A är en mosaik av jordbruksmark och naturlig växtlighet.